# Stenampyx annulicornis
Stenampyx annulicornis är en insektsart som beskrevs av Karsch 1891. Stenampyx annulicornis ingår i släktet Stenampyx och familjen vårtbitare. Inga underarter finns listade i Catalogue of Life.